# کریستین آرون
کریستین آرون (فرانسوی: Christine Arron‎؛ زادهٔ ۱۳ سپتامبر ۱۹۷۳) دونده اهل فرانسه است.
وی همچنین برندهٔ جوایزی همچون لژیون دونور شده‌است. وی در مسابقات کشوری و بین‌المللی در مجموع برندهٔ ۵ مدال طلا، ۲ مدال نقره، ۴ مدال برنز شده‌است.